# Code de procédure civile (Monaco)
Pour les articles homonymes, voir Code de procédure civile.
Le Code de procédure civile est un code juridique regroupant des règles de procédure civile actuellement en vigueur dans la principauté de Monaco. Il est introduit en 1896.

## Structure actuelle
| Hiérarchie | Subdivision            | Intitulé | Articles            |
| ---------- | ---------------------- | --- | ------------------- |
| 1          | Livre préliminaire     | Livre préliminaire | 1er - 56            |
| 1.1        | Titre I                | De la compétence | 1er - 23            |
| 1.1.1      | Section I              | Règles générales sur la compétence | 1er - 5 bis         |
| 1.1.2      | Section II             | Règles spéciales sur la compétence des diverses juridictions | 6 - 23              |
| 1.2        | Titre II               | De la conciliation | 24 - 37             |
| 1.3        | Titre III              | De l'assistance judiciaire | 38 - 56             |
| 2.1        | Livre I                | De la justice de paix | 57 - 135            |
| 2.1.1      | Titre I                | Des assignations | 57 - 64             |
| 2.1.2      | Titre II               | Des audiences et de la comparution des parties | 65 - 68             |
| 2.1.3      | Titre III              | Des jugements | 69 - 80             |
| 2.1.4      | Titre IV               | Des actions possessoires | 81 - 86             |
| 2.1.5      | Titre V                | Des exceptions | 87 - 90             |
| 2.1.6      | Titre VI               | Des jugements d'instruction | 91 - 106            |
| 2.1.7      | Titre VII              | De la récusation | 107 - 108           |
| 2.1.8      | Titre VIII             | De la péremption | 109                 |
| 2.1.9      | Titre IX               | De l'appel | 110 - 134           |
| 2.1.10     | Titre X                | Disposition générale | 135                 |
| 2.2        | Livre II               | Procédure devant le tribunal de première instance | 136 - 421           |
| 2.2.1      | Titre I                | Des exploits en général et des assignations | 136 - 162-1         |
| 2.2.2      | Titre II               | De l'introduction des causes en justice | 163 - 169           |
| 2.2.3      | Titre III              | De la comparution et de la défense des parties | 169-1 - 183-1       |
| 2.2.4      | Titre IV               | Des conclusions et des réquisitions orales du ministère public | 184 - 187           |
| 2.2.5      | Titre V                | De la publicité des audiences et de leur police | 188 - 191           |
| 2.2.6      | Titre VI               | Des jugements en général | 192 - 207           |
| 2.2.7      | Titre VII              | Des jugements par défaut et de l'opposition | 208 - 230           |
| 2.2.8      | Titre VIII             | Des dispositions accessoires des jugements | 231 - 258           |
| 2.2.9      | Titre IX               | Des exceptions et des fins de non-recevoir | 259 - 278-2         |
| 2.2.10     | Titre X                | Des incidents relatifs à la preuve par écrit | 279 - 299           |
| 2.2.11     | Titre XI               | Dispositions communes aux mesures d'instruction | 300 - 308           |
| 2.2.12     | Titre XII              | Des vérifications personnelles du juge | 309 - 311           |
| 2.2.13     | Titre XIII             | De l'interrogatoire des parties | 312 - 322           |
| 2.2.14     | Titre XIV              | Des déclarations des tiers | 323 - 343           |
| 2.2.15     | Titre XV               | De l'expertise | 344 - 373           |
| 2.2.16     | Titre XVI              | Du serment | 374 - 378           |
| 2.2.17     | Titre XVII             | Des incidents | 379 - 388           |
| 2.2.18     | Titre XVIII            | Des interruptions et des reprises d'instance | 389 - 392           |
| 2.2.19     | Titre XIX              | De la récusation | 393 - 404           |
| 2.2.20     | Titre XX               | De la péremption | 405 - 409           |
| 2.2.21     | Titre XXI              | Du désistement | 410 - 413           |
| 2.2.22     | Titre XXII             | Des référés | 414 - 421           |
| 2.3        | Livre III              | Des voies de recours | 422 - 469-4         |
| 2.3.1      | Titre I                | De l'appel | 422 - 435           |
| 2.3.2      | Titre II               | De la tierce opposition | 436 - 437-4         |
| 2.3.3      | Titre III              | De la rétractation des jugements ou arrêts | 438 - 438-11        |
| 2.3.4      | Titre IV               | Du pourvoi en révision | 439 - 459-5         |
| 2.3.5      | Titre V                | Du pourvoi dans l'intérêt de la loi | 459-6 - 459-7       |
| 2.3.6      | Titre VI               | Des demandes en reprise du procès | 459-8 - 459-16      |
| 2.3.7      | Titre VII              | De la prise à partie | 460 - 469           |
| 2.3.8      | Titre VIII             | De l'action en responsabilité de la puissance publique à raison du fonctionnement défectueux de la justice | 469-1 - 469-4       |
| 2.4        | Livre IV               | De l'exécution forcée des jugements et actes | 470 - 742           |
| 2.4.1      | Titre I                | Règles générales sur l'exécution forcée | 470 - 486           |
| 2.4.2      | Titre II               | De l'indisponibilité temporaire et des saisies-arrêts | 487 - 506           |
| 2.4.3      | Titre III              | De la saisie-arrêt des titres nominatifs | 507 - 510           |
| 2.4.4      | Titre IV               | Des saisies-exécutions | 511 - 550           |
| 2.4.5      | Titre V                | De la saisie des fruits pendants par racines ou saisie-brandon | 551 - 554           |
| 2.4.6      | Titre VI               | De la saisie des fonds de commerce et du droit au bail | 555 - 561           |
| 2.4.7      | Titre VII              | De la vente des valeurs mobilières | 562 - 571           |
| 2.4.8      | Titre VIII             | De la saisie immobilière | 572 - 641           |
| 2.4.9      | Titre IX               | Des incidents de la saisie immobilière | 642 - 684           |
| 2.4.10     | Titre X                | De l'ordre | 685 - 722           |
| 2.4.11     | Titre XI               | De la distribution par contribution | 723 - 742           |
| 3          | Partie II              | Procédures diverses | 743 - 965           |
| 3.1        | Livre I                | Procédures diverses | 743 - 852           |
| 3.1.1      | Titre I                | Des offres de paiement et de la consignation | 743 - 753           |
| 3.1.2      | Titre II               | De la saisie-gagerie | 754 - 758           |
| 3.1.3      | Titre III              | Des mesures conservatoires | 759 - 762 quinquies |
| 3.1.4      | Titre IV               | De la saisie-revendication | 763 - 767           |
| 3.1.5      | Titre V                | De la réalisation du gage | 768 - 771-1         |
| 3.1.6      | Titre VI               | De la vente des effets ou objets mobiliers abandonnés chez les aubergistes, hôteliers, logeurs, ouvriers, commerçants ou industriels | 772 - 777           |
| 3.1.7      | Titre VII              | De la purge des privilèges et hypothèques et de la surenchère sur aliénation volontaire | 778 - 802           |
| 3.1.8      | Titre VIII             | Des voies à prendre pour avoir expédition ou copie d'un acte | 803 - 813           |
| 3.1.9      | Titre IX               | De la rectification des actes de l'état civil | 814 - 815           |
| 3.1.10     | Titre X                | De l'intervention de justice quant aux droits des époux | 816 - 818           |
| 3.1.11     | Titre XI               | Des modifications apportées aux conventions matrimoniales en cours de mariage | 819 - 829           |
| 3.1.12     | Titre XII              | Du juge tutélaire | 830 - 848-1         |
| 3.1.13     | Titre XIII             | Des avis de parents |                     |
| 3.1.14     | Titre XIV              | De l'interdiction |                     |
| 3.1.15     | Titre XV               | De la chambre du conseil | 849 - 850           |
| 3.1.16     | Titre XVI              | Des ordonnances sur requête | 851 - 852           |
| 3.2        | Livre II               | Procédures relatives à l'ouverture d'une succession | 853 - 939           |
| 3.2.1      | Titre I                | De l'apposition des scellés | 853 - 868           |
| 3.2.2      | Titre II               | Des oppositions aux scellés | 869 - 870           |
| 3.2.3      | Titre III              | De la levée du scellé | 871 - 883           |
| 3.2.4      | Titre IV               | De l'inventaire | 884 - 887           |
| 3.2.5      | Titre V                | De la vente du mobilier | 888 - 896           |
| 3.2.6      | Titre VI               | De la vente des biens immeubles appartenant à des mineurs | 897 - 911           |
| 3.2.7      | Titre VII              | Des partages et licitations | 912 - 924           |
| 3.2.8      | Titre VIII             | Du bénéfice d'inventaire | 925 - 931           |
| 3.2.9      | Titre IX               | De la renonciation à la communauté et de la renonciation à la succession | 932                 |
| 3.2.10     | Titre X                | Du curateur à une succession vacante | 933 - 937           |
| 3.2.11     | Titre XI               | De la vente des immeubles dépendant d'une succession acceptée sous bénéfice d'inventaire, d'une succession vacante, d'une succession en déshérence, d'une faillite. - De la vente des immeubles appartenant à des aliénés non interdits | 938 - 939           |
| 3.3        | Livre III              | Des arbitrages en matière civile et en matière commerciale | 940 - 965           |
| 3.3.1      | Titre unique           | Des arbitrages en matière civile et en matière commerciale | 940 - 965           |
| 4          | Dispositions générales | Dispositions générales | 966 - 979           |